# Малки-Выршец
Малки-Выршец (болг. Малки Вършец) — село в Болгарии. Находится в Габровской области, входит в общину Севлиево. Население составляет 223 человека.

## Политическая ситуация
В местном кметстве Малки-Выршец, в состав которого входит Малки-Выршец, должность кмета (старосты) исполняет Христофор Иванов Христов (коалиция в составе 5 партий: Болгарская социал-демократия (БСД), Болгарская социалистическая партия (БСП), Движение за социальный гуманизм (ДСХ), Земледельческий союз Александра Стамболийского (ЗСАС), Политический клуб «Экогласность») по результатам выборов.
Кмет (мэр) общины Севлиево — Йордан Георгиев Стойков (коалиция в составе 5 партий: Болгарская социал-демократия (БСД), Болгарская социалистическая партия (БСП), Движение за социальный гуманизм (ДСХ), Земледельческий союз Александра Стамболийского (ЗСАС), Политический клуб «Экогласность») по результатам выборов.